# Drosophila ancyla
Drosophila ancyla är en tvåvingeart som beskrevs av Elmo Hardy 1965. Drosophila ancyla ingår i släktet Drosophila och familjen daggflugor.
Artens utbredningsområde är Hawaii.